# Fosse no 14 des mines de Lens
La fosse no 14 dite Saint-Émile ou Émile Bigo de la Compagnie des mines de Lens est un ancien charbonnage du Bassin minier du Nord-Pas-de-Calais, situé à Lens. Les travaux du puits no 14 commencent en 1904 ou en juillet 1906 et sont menés de pair avec ceux de la fosse d'aérage no 14. La fosse no 14 commence à extraire le 14 octobre 1907. Elle est détruite pendant la Première Guerre mondiale, et est reconstruite dans le style architectural des mines de Lens d'après-guerre. De vastes cités sont bâties à proximité de la fosse, et les modèles d'habitations sont très variés. Des écoles sont également construites. La fosse no 14 cesse d'extraire en 1938, lorsqu'elle est rattachée avec son puits d'aérage sur la fosse no 12. Elle est alors affectée au service et à l'aérage.
La Compagnie des mines de Lens est nationalisée en 1946, et intègre le Groupe de Lens. En 1952, ce dernier fusionne avec le Groupe de Liévin pour former le Groupe de Lens-Liévin. Le puits d'aérage no 14 bis est remblayé en 1962. La fosse no 14 est quant à elle concentrée sur la fosse no 11 - 19 en 1967, date à laquelle son puits est comblé. Ses installations sont détruites en 1974.
Un stade prend la place du carreau de fosse. Au début du XXIe siècle, Charbonnages de France matérialise la tête de puits no 14. L'essentiel des cités a été rénové. Il ne reste rien de la fosse si ce n'est la route pavée en briques qui y mène.

## La fosse

### Fonçage
La fosse no 14 est commencée en 1904 ou en juillet 1906 par la Compagnie des mines de Lens au nord de Lens. La fosse d'aérage no 14 est creusée en même temps, sur un autre carreau à Loos-en-Gohelle, à 1 863 mètres au nord-nord-ouest.

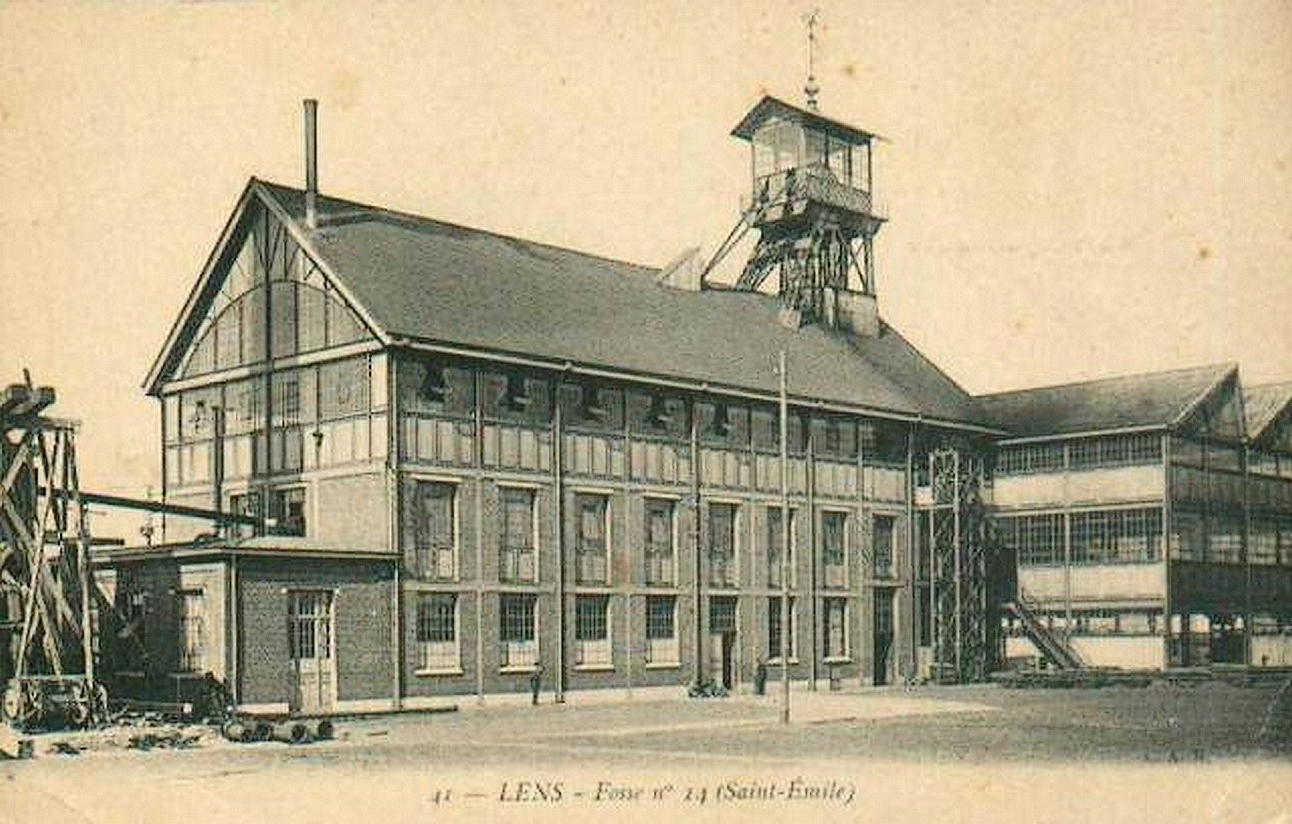
La fosse no 14 vers 1910.

L'orifice du puits est situé à l'altitude de cinquante mètres. Le terrain houiller est atteint à la profondeur de 140 mètres.
La fosse est baptisée Saint-Émile en l'honneur d'Émile Bigo.

### Exploitation
La fosse no 14 commence à extraire le 14 octobre 1907. La fosse est détruite pendant la Première Guerre mondiale. Elle est reconstruite dans le style architectural des mines de Lens d'après-guerre. La fosse no 14 cesse d'extraire en 1938, lorsqu'elle est rattachée avec son puits d'aérage sur la fosse no 12, sise à Loos-en-Gohelle à 1 120 mètres à l'ouest. La fosse no 14 assure alors le service et l'aérage.
La Compagnie des mines de Lens est nationalisée en 1946, et intègre le Groupe de Lens. En 1952, ce dernier fusionne avec le Groupe de Liévin pour former le Groupe de Lens-Liévin. Le puits d'aérage no 14 bis est comblé en 1962. La fosse no 14 est concentrée sur la fosse no 11 - 19, sise à Loos-en-Gohelle à 2 380 mètres à l'ouest, en 1967. Le puits no 14, profond de 352 mètres, est remblayé la même année. Les installations sont détruites en 1974.

### Reconversion
Au début du XXIe siècle, Charbonnages de France matérialise la tête de puits. Le BRGM y effectue des inspections chaque année. Il ne reste rien de la fosse, si ce n'est sa route d'accès pavée en briques.

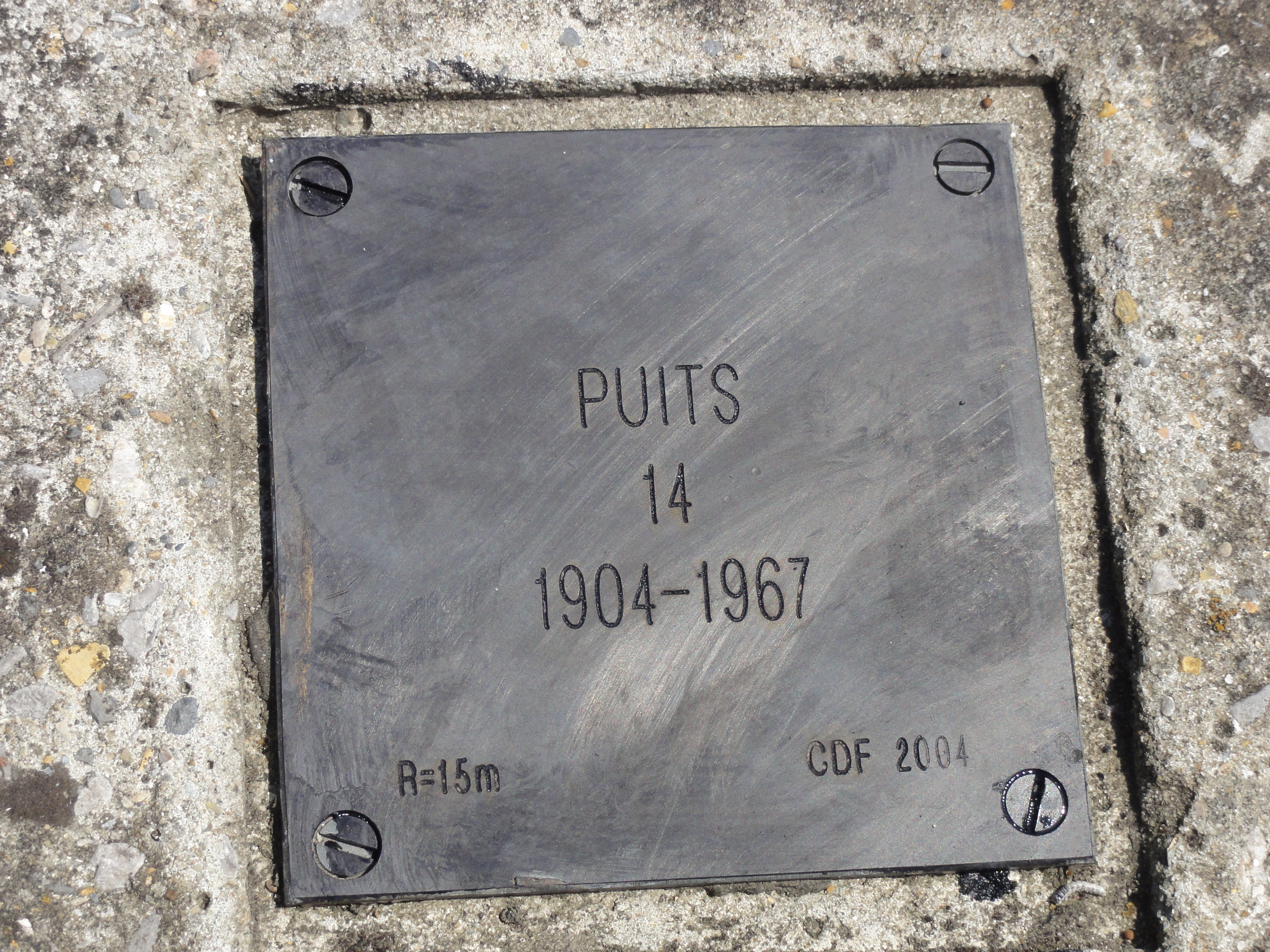
Puits no 14, 1904 - 1967.
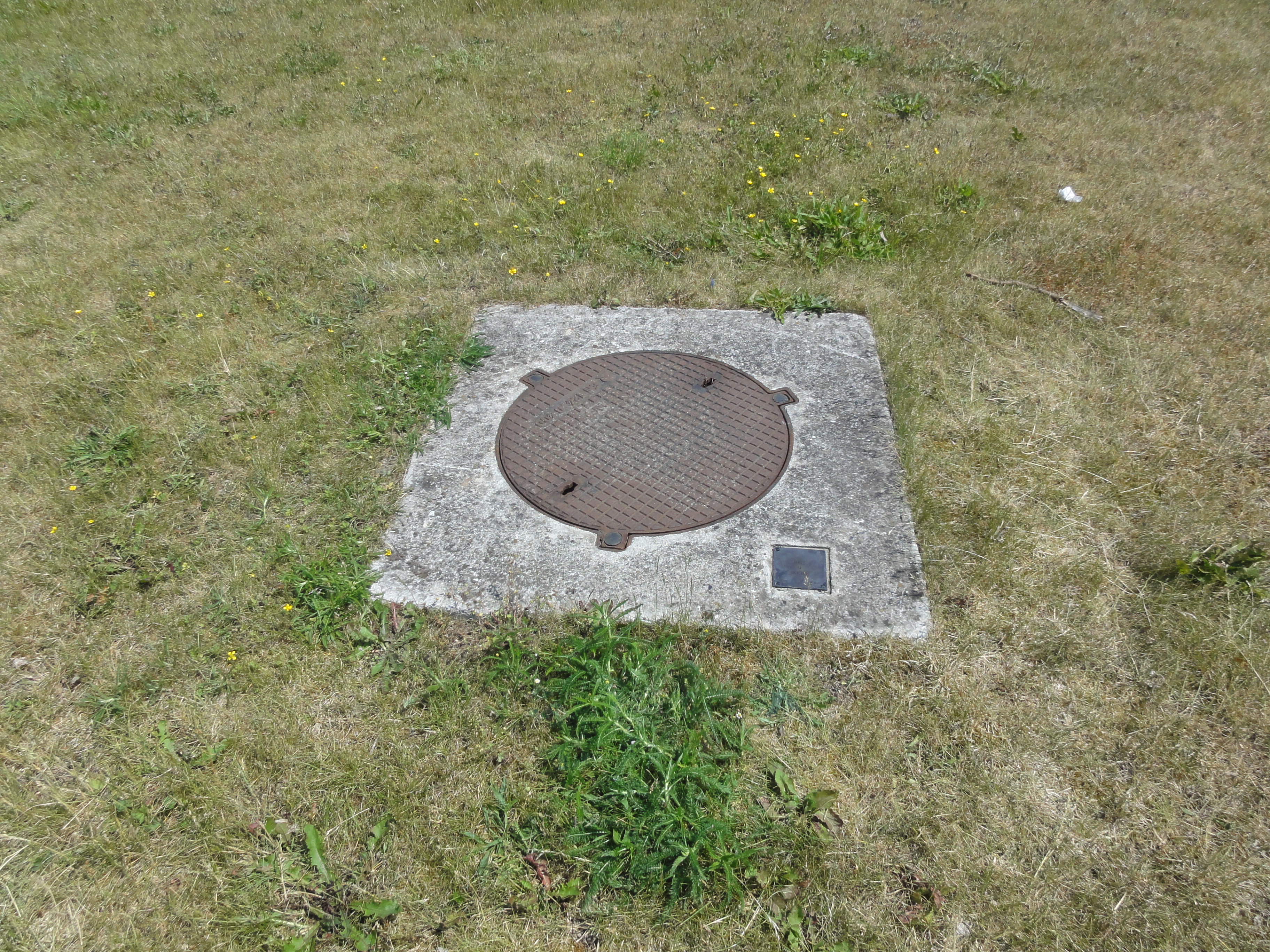
La tête de puits matérialisée.
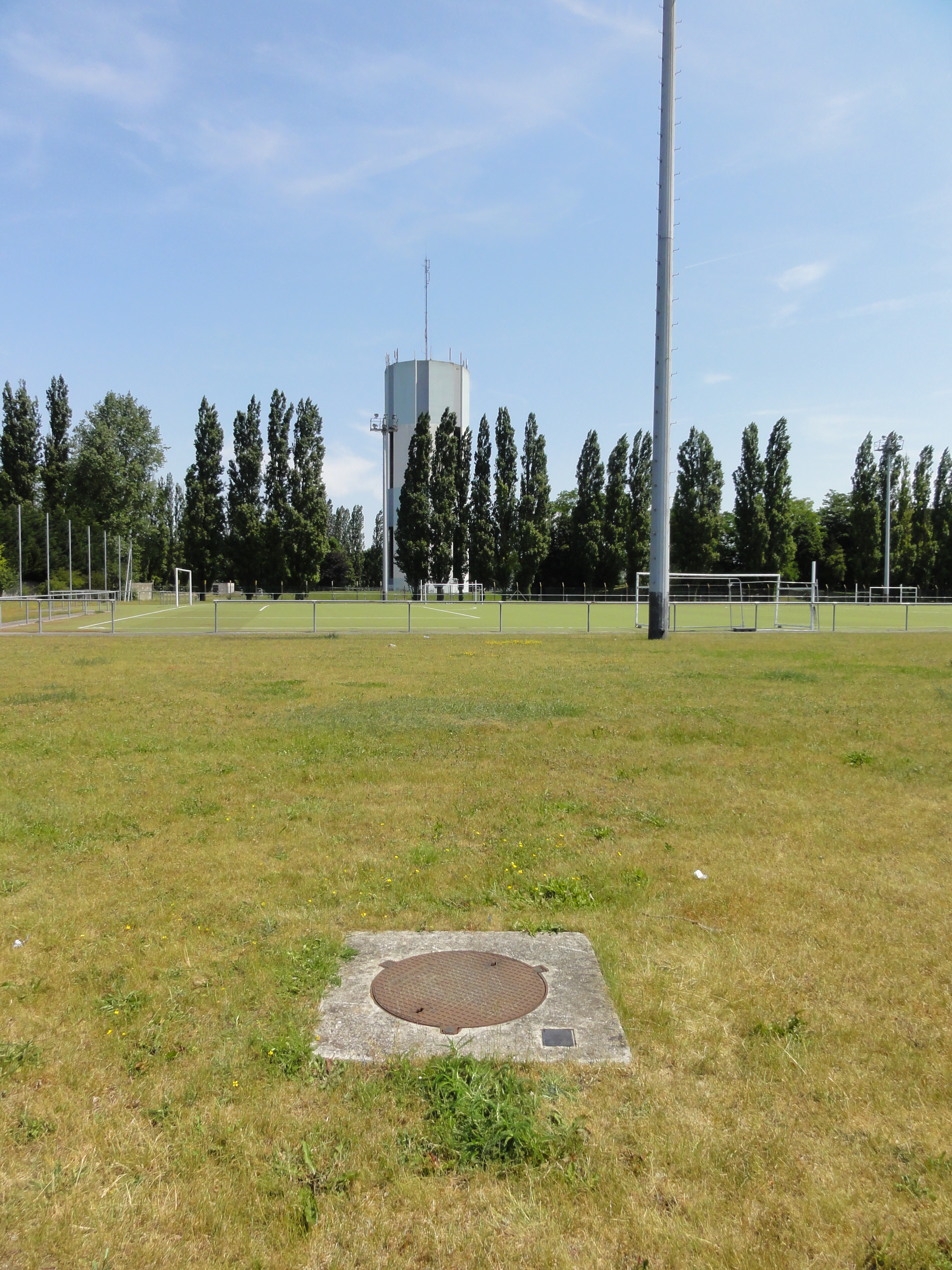
Le puits dans son environnement.
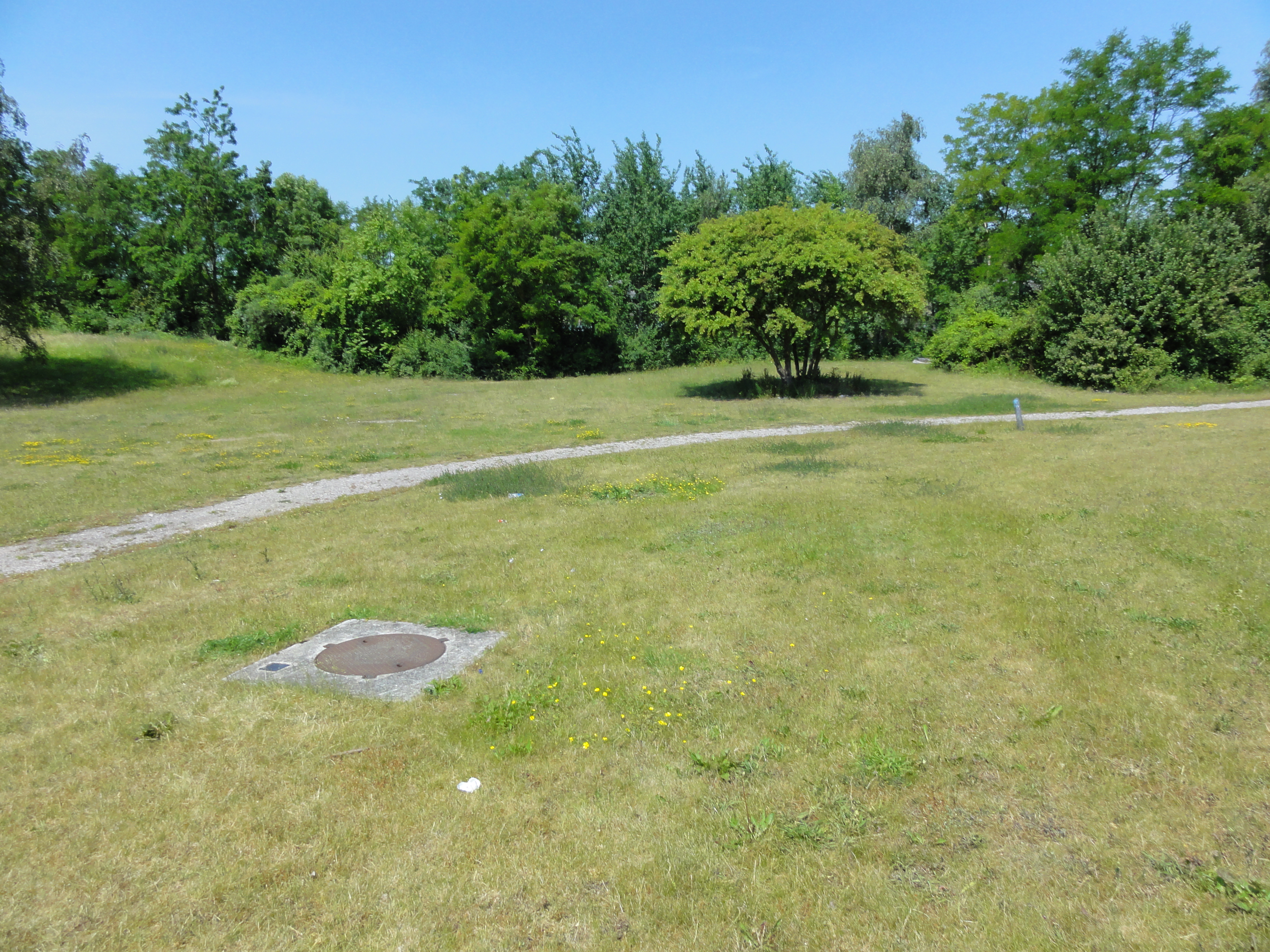
Le puits dans son environnement.
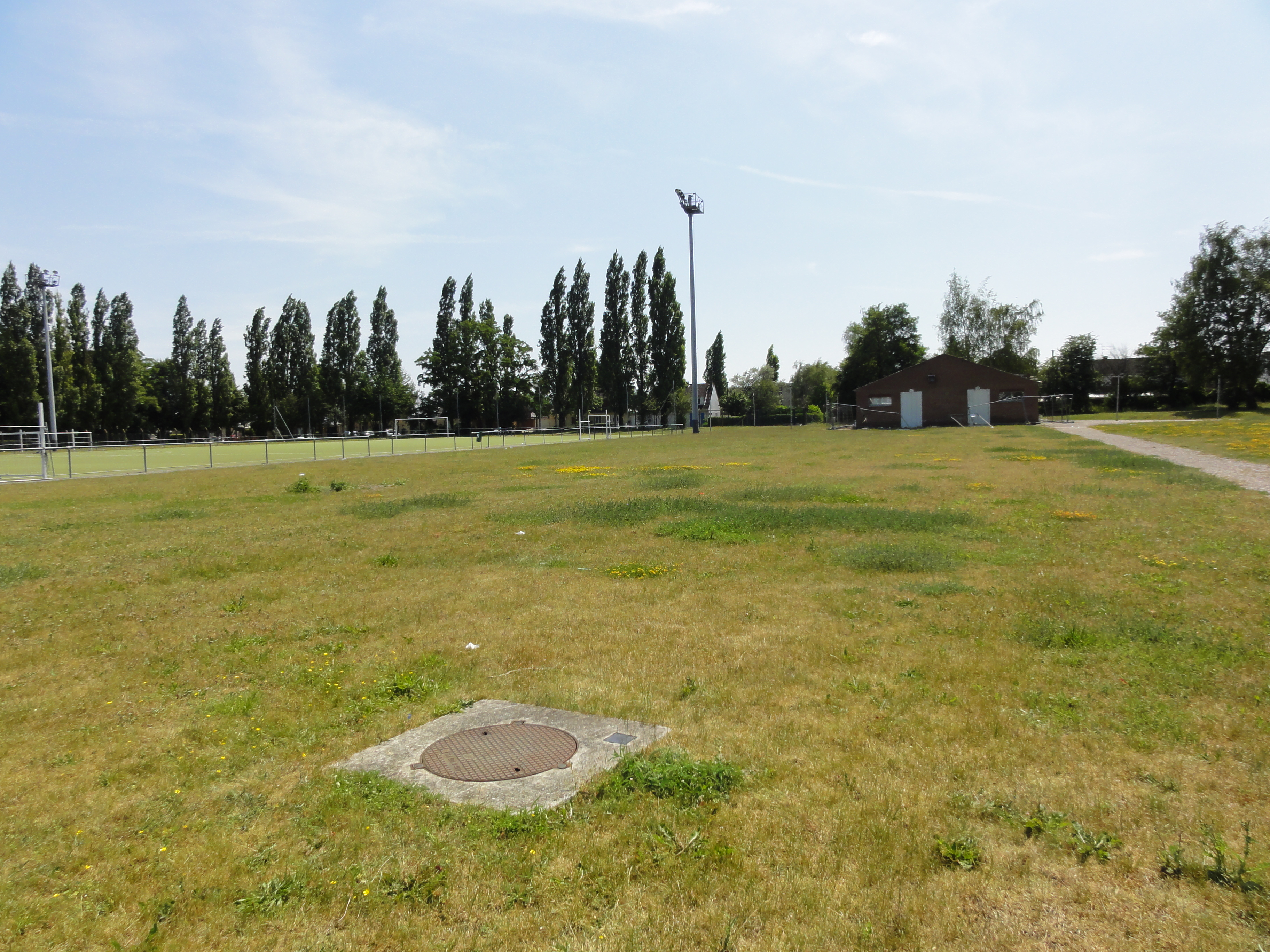
Le puits dans son environnement.
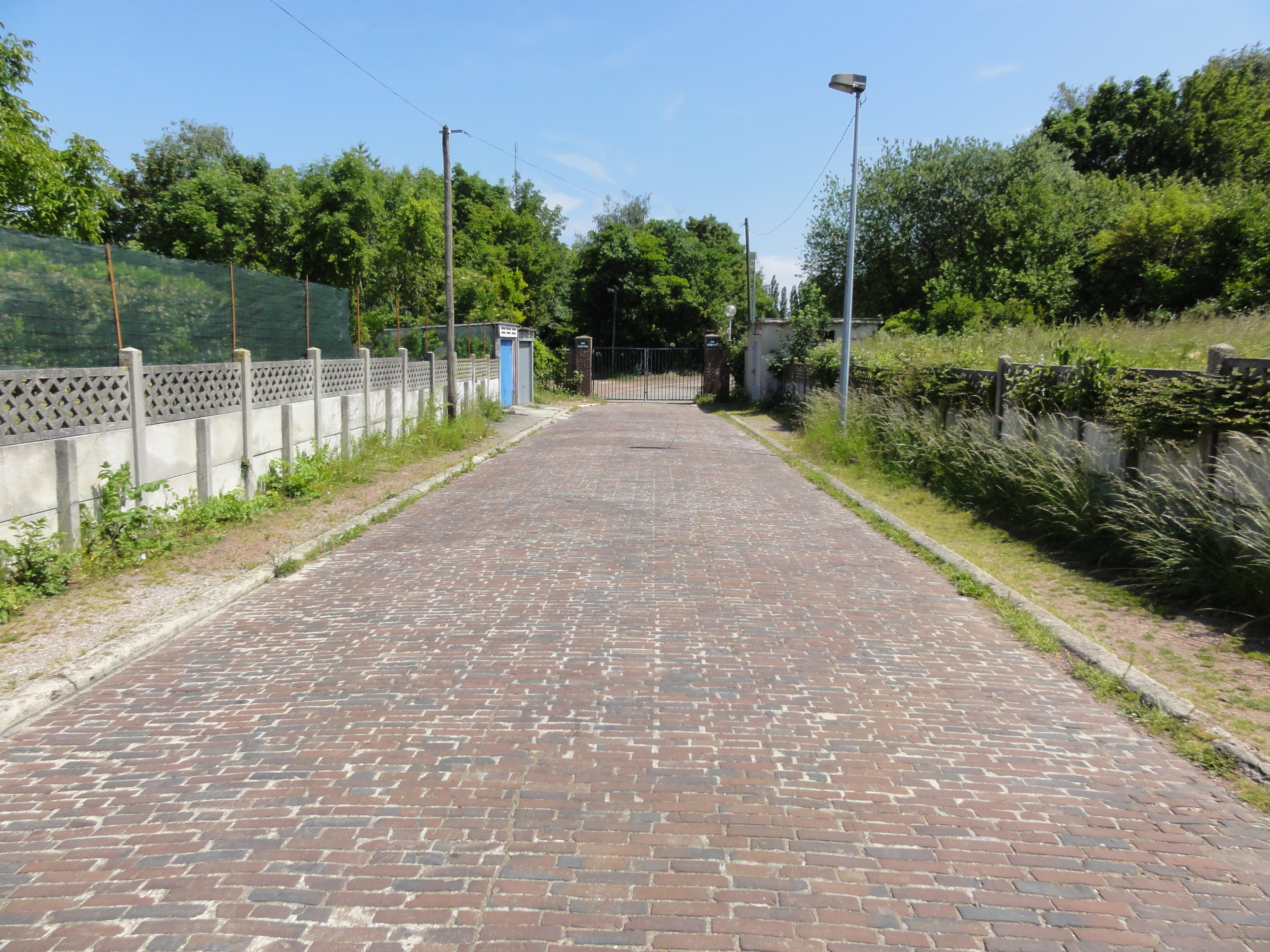
L'entrée de la fosse, pavée en briques.

## Les cités
De vastes cités ont été bâties à proximité de la fosse. Elles sont contiguës à celles de la fosse no 12. Les modèles de logements y sont très variés.

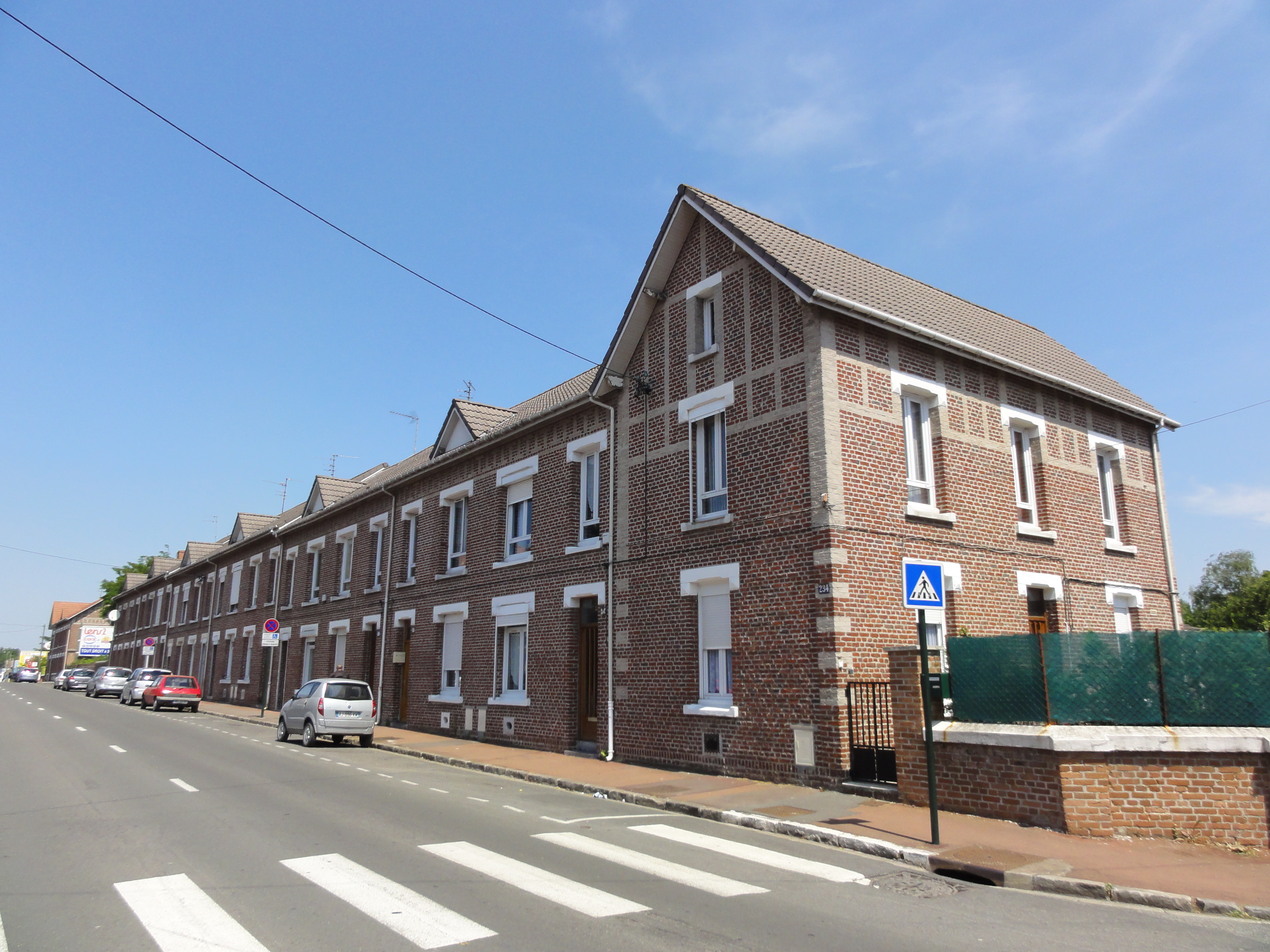
Un coron, près de l'entrée de la fosse.
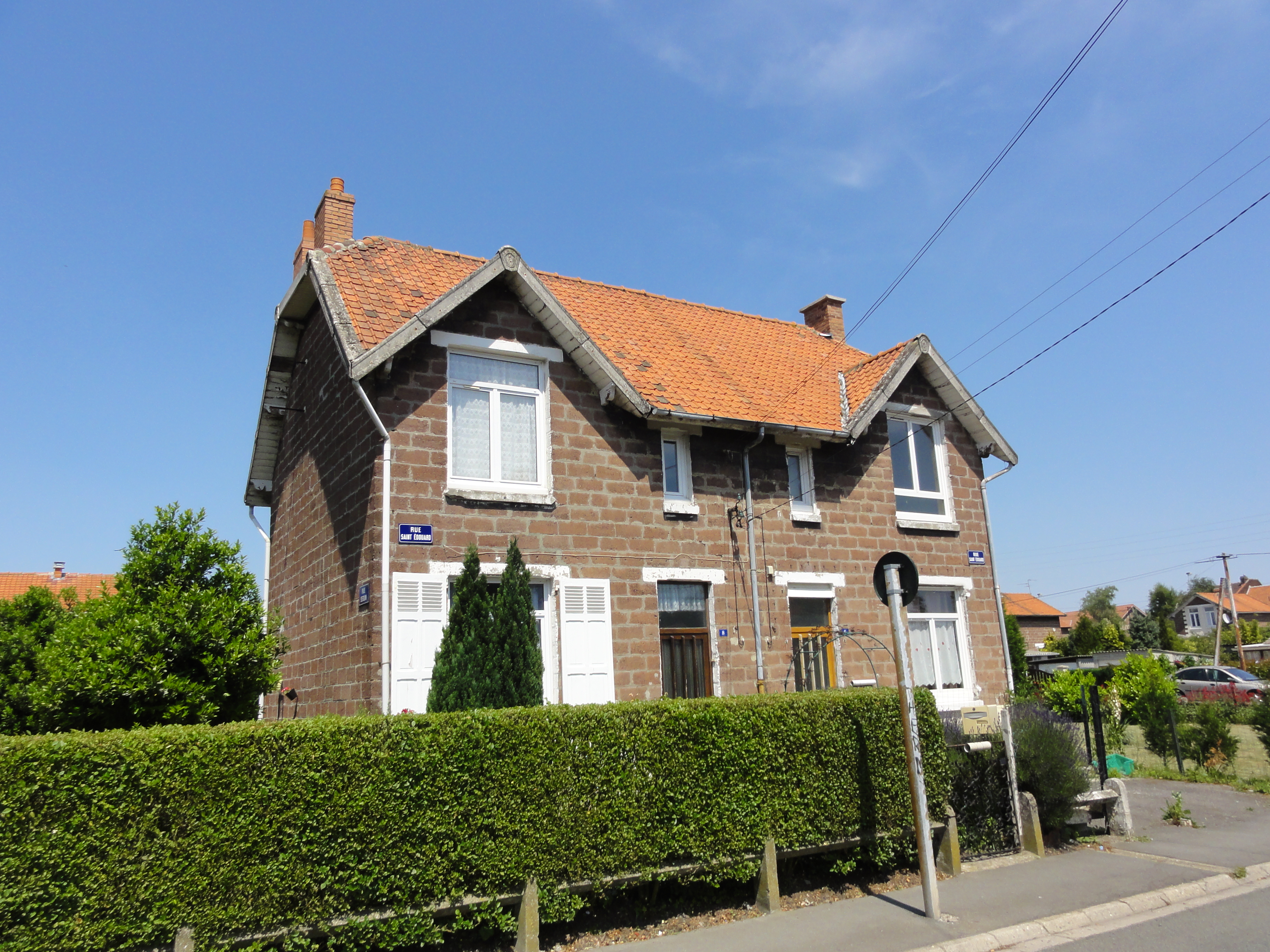
Des habitations groupées par deux construites en parpaings.
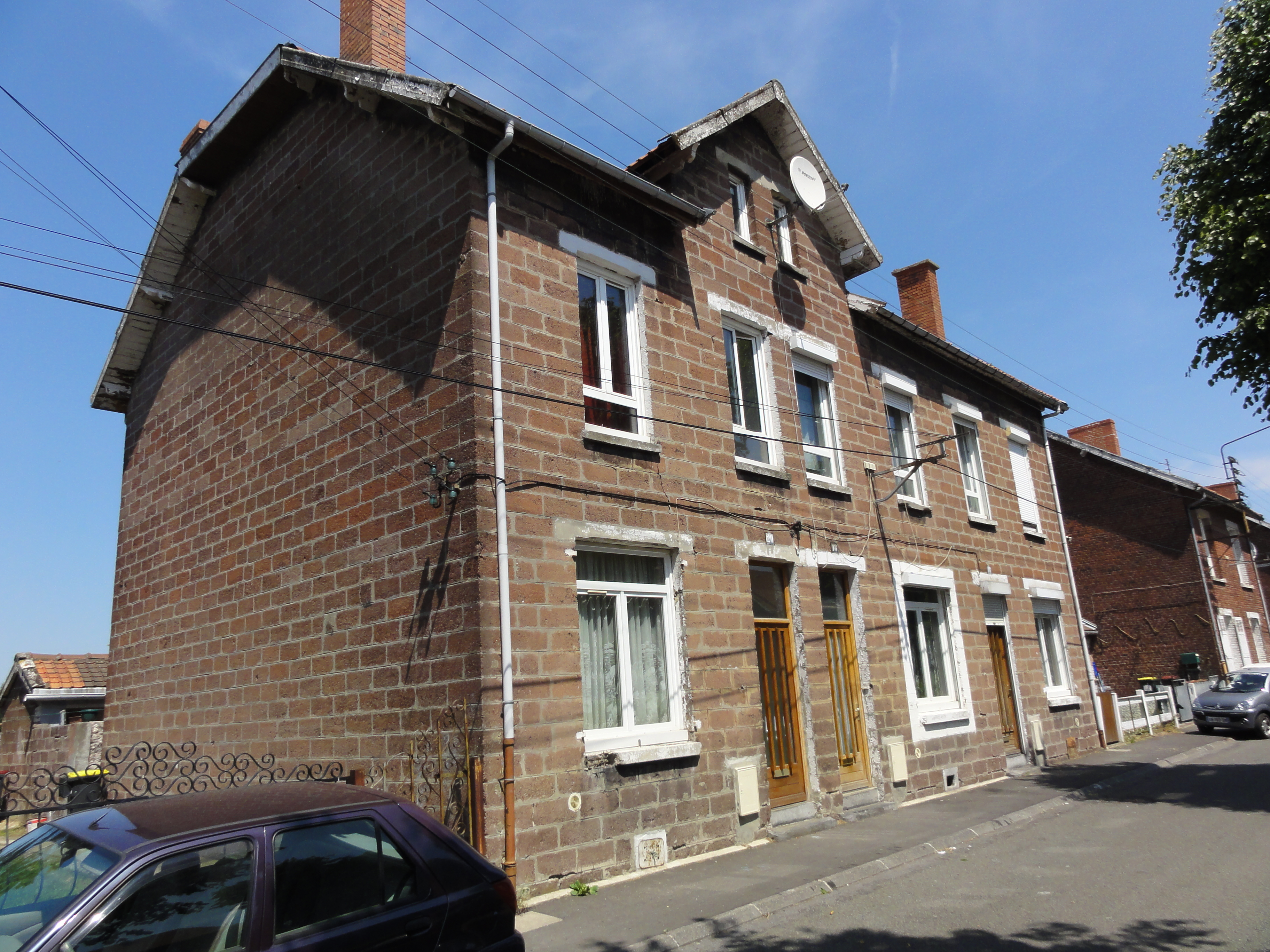
Des habitations groupées par trois construites en parpaings.
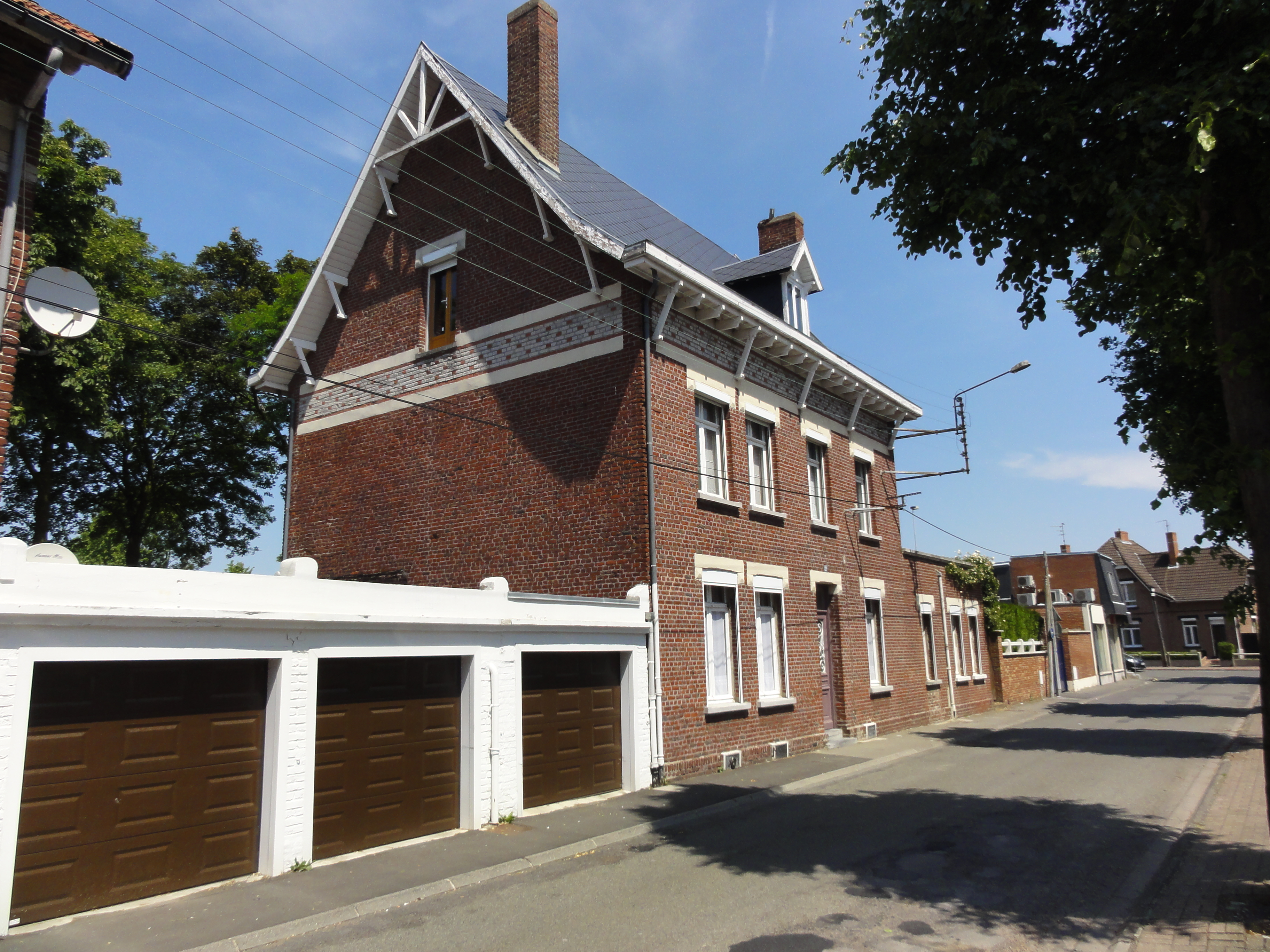
Une habitation d'ingénieur.
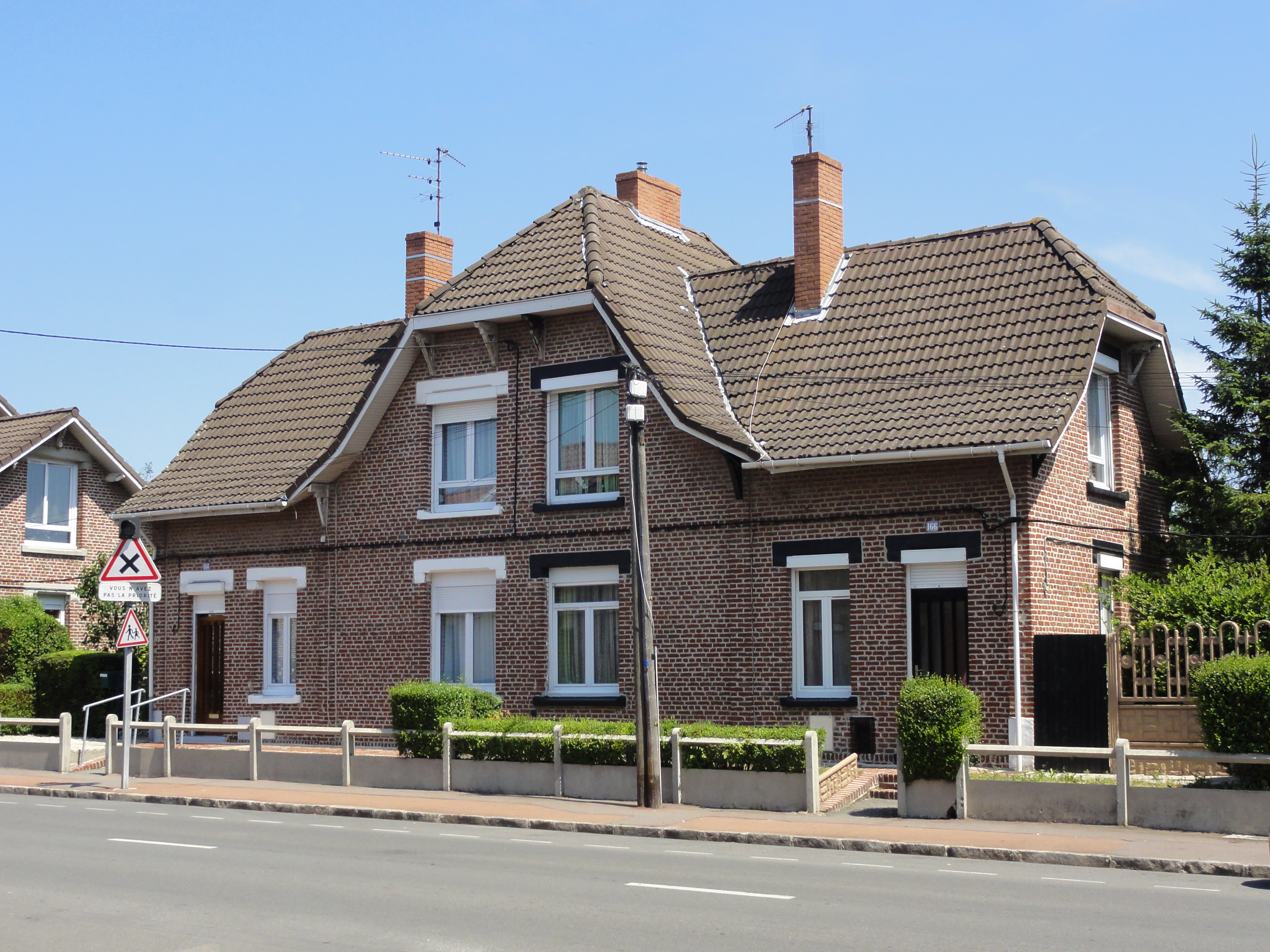
Des habitations groupées par deux.
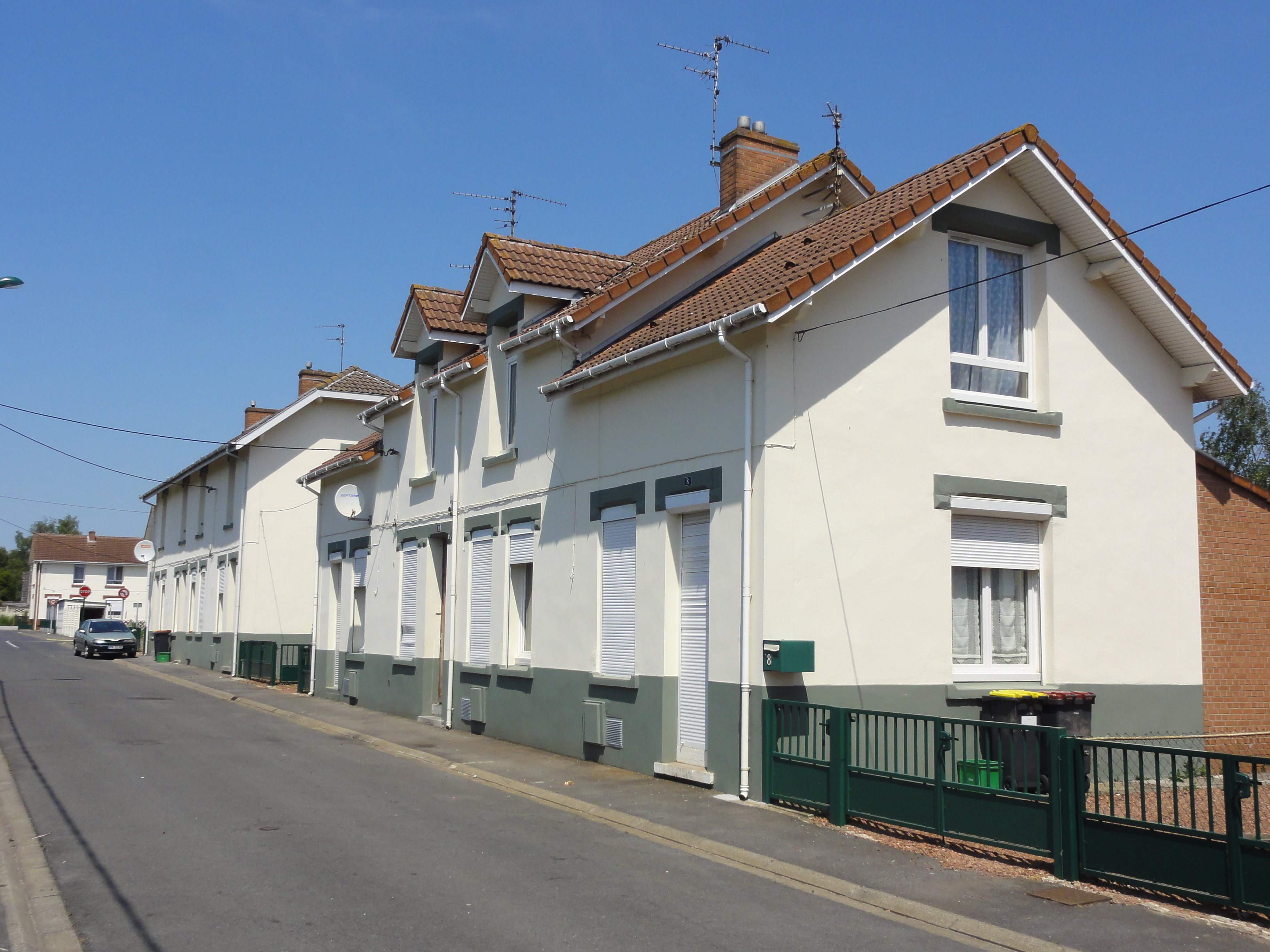
Des habitations groupées par deux.

### Les écoles
50° 26′ 39″ N, 2° 49′ 14″ E
Des écoles ont été construites dans les cités, suivant l'architecture typique de la Compagnie de Lens.